# Batieckaja
Batieckaja (ros. Батецкая) – węzłowa stacja kolejowa w rejonie batieckim, w obwodzie nowogrodzkim, w Rosji. Węzeł linii Petersburg – Newel – Witebsk, z liniami do Ługi i Nowogrodu Wielkiego.

## Historia
Stacja powstała w 1903, na linii łączącej Petersburg z koleją moskiewsko-windawską, pomiędzy stacjami Oriedież i Pieriedolskaja.

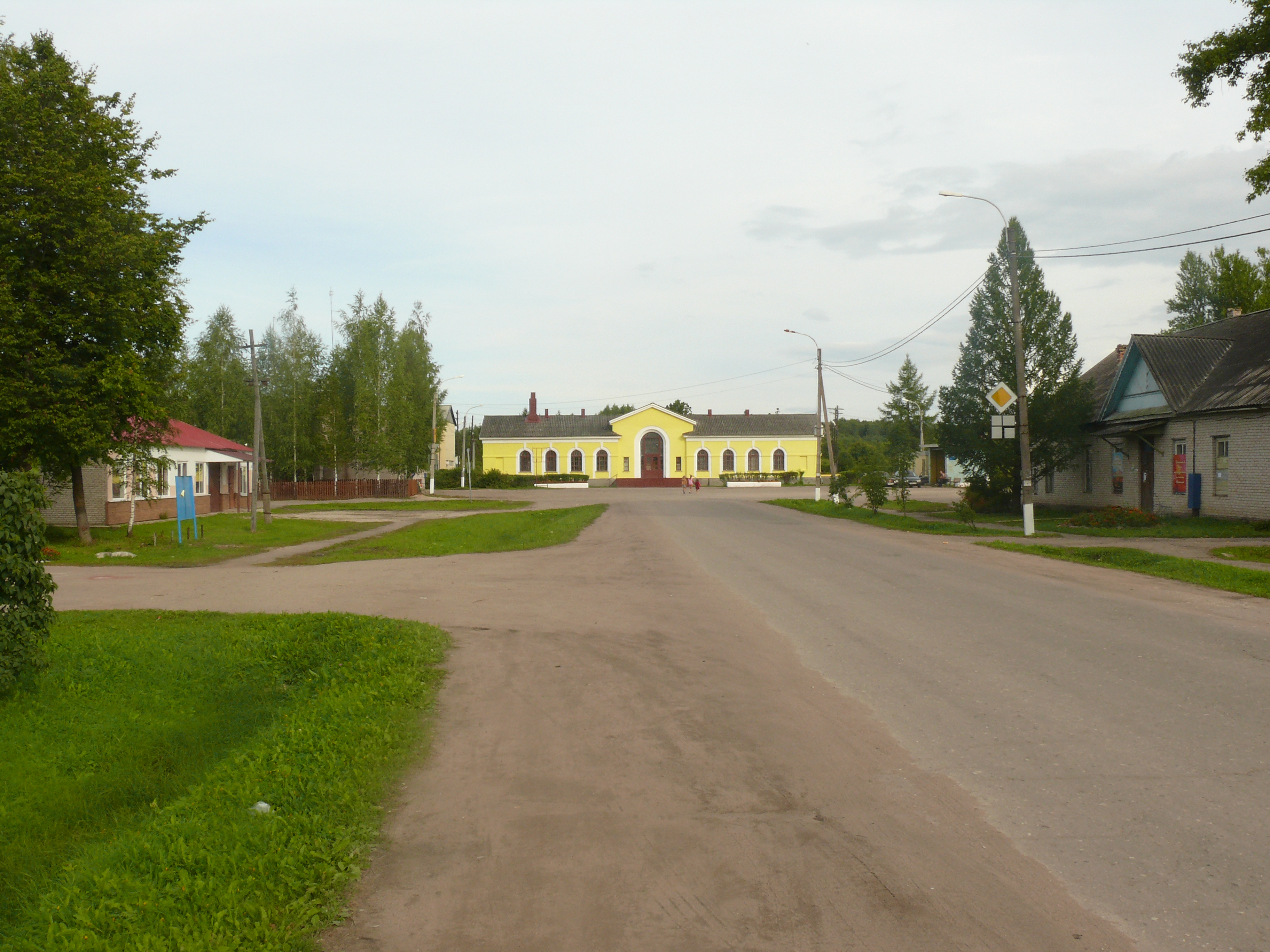
dworzec